# Ur

Ur, localizada na região da Mesopotâmia

Ur (em sumério: Urim; cuneiforme sumério: URIM2KI ou URIM5KI; acádio: Uru) foi uma importante cidade-estado na antiga Suméria, localizada nas proximidades da atual cidade de Tell el-Muqayyar e a 16 km de Nassíria, na província de Dicar do Iraque. Embora na Antiguidade fosse uma cidade litorânea, situada na foz do rio Eufrates, no Golfo Pérsico, atualmente situa-se no interior do país, ao sul da margem direita do Eufrates, a 16 quilômetros de Nassíria.
O padroeiro da cidade era Nana, a divindade lunar suméria, e o nome da cidade deriva, em sua origem, do nome do deus, URIM2KI, grafia clássica suméria de LAK-32.UNUGKI, literalmente "a morada (UNUG) de Nanna (LAK-32)".
O sítio arqueológico de Ur caracteriza-se pelas ruínas do Grande Zigurate de Ur, que continha o santuário de Nana, escavado na década de 1930. O templo foi construído no século XXI a.C. (cronologia curta), durante o reinado de Ur-Namu, e foi reconstruído no século VI a.C. por Nabonido. As ruínas abrangem uma área de 1 200 metros de noroeste a sudeste e 800 metros de nordeste a sudoeste, e se elevavam a 20 metros acima do nível atual da planície local.
De acordo com o livro bíblico de Génesis, foi a residência de Abraão, patriarca dos hebreus, considerada também a maior cidade de sua época. Em sua peregrinação, Abraão sai de Ur e vai para Harã e de lá para Canaã; nessa época muitos clãs migravam para a região conhecida como Crescente Fértil.

## História

### História antiga

#### Pré-história
Os arqueólogos descobriram evidências de uma ocupação antiga de Ur durante o período de Ubaid. Estes primeiros níveis foram selados por um depósito estéril, interpretado como evidência do Dilúvio Universal mencionado na Bíblia pelos responsáveis pela escavação na década de 1920. Atualmente sabe-se que a planície do sul da Mesopotâmia estava exposta a enchentes regulares tanto do Eufrates quanto do Tigre, e com forte presença de erosões causadas pelo vento e pela água. A ocupação sistemática de Ur apenas se torna clara durante sua emergência no terceiro milênio a.C. (embora ela já fosse um centro urbano em desenvolvimento durante o quarto milênio). O terceiro milênio a.C. costuma ser descrito como o início da Idade do Bronze na Mesopotâmia, que termina aproximadamente após o fim da Terceira dinastia de Ur.

#### Terceiro milênio a.C. (Idade do Bronze inicial)

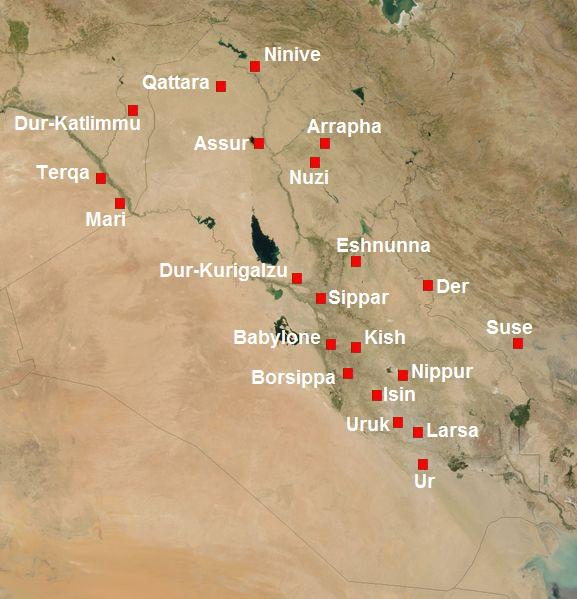
Mesopotâmia no terceiro milênio a.C.

Existem duas principais fontes que os acadêmicos utilizam para determinar a importância de Ur durante o início da Idade do Bronze. A primeira é o grande corpus de documentos cuneiformes, a maioria do império da chamada Terceira Dinastia de Ur, no fim do terceiro milênio antes de Cristo. À época, este foi o Estado burocrático mais centralizado que o mundo conheceu. A respeito dos séculos anteriores, a Lista de Reis Sumérios apresenta, com alguma falta de exatidão, uma história política da antiga Suméria.
A segunda fonte de informação é o trabalho arqueológico realizado no Iraque moderno. Embora os primeiros séculos (primeira metade do terceiro milênio, e antes) ainda sejam pouco compreendidos, as descobertas arqueológicas mostraram de maneira inequívoca que Ur era um importante centro urbano da planície Mesopotâmica. Em especial a descoberta das Tumbas Reais confirmaram este esplendor; estas tumbas, que datam ao período Dinástico Antigo IIIa (aproximadamente século XXV ou XXIV a.C.), continham quantidades enormes de itens luxuosos, feitos de metais preciosos e pedras semipreciosas, que importados de locais distantes (nos atuais Irã, Afeganistão, Paquistão, Turquia, e nações do golfo Pérsico). Esta riqueza, até então sem precedentes, é testemunho da importância econômica de Ur durante o início da Idade do Bronze.
Estudos arqueológicos da região também contribuíram enormemente à nossa compreensão do cenário e das interações de longa distância que foram realizadas durante este período arcaico. Sabe-se que Ur era o porto mais importante do golfo Pérsico, que se estendia mais para o interior do que nos dias de hoje. Toda a riqueza que chegava pelo mar à Mesopotâmia passava por Ur.
Até agora as evidências dos períodos mais antigos do início da Idade do Bronze são muito limitadas. Que Ur já era então um centro urbano importante parece ser indicado por um tipo de selo cilíndrico, os chamados Selos das Cidades. Estes selos contêm um grupo de sinais proto-cuneiformes que parecem ser inscrições ou símbolos representando o nome de cidades-estados da Suméria antiga. Muitos destes selos foram encontrados em Ur, e o nome de Ur aparece com destaque neles.

Império da Terceira Dinastia de Ur

A terceira dinastia teve seu início quando o rei Ur-Namu assumiu o poder, governando entre cerca de 2 047 a.C. e 2 030 a.C. Durante seu governo diversos templos, incluindo o zigurate, foram construídos, e a agricultura foi aperfeiçoada através da irrigação. Seu código de leis, o Código de Ur-Namu (um de seus fragmentos foi identificado em Istambul, em 1952) é um dos documentos mais antigos do gênero, antecedendo o Código de Hamurabi em pelo menos 300 anos. Tanto Ur-Namu quanto seu sucessor, Sulgi, foram deificados ainda durante seus reinados, e após sua morte Ur-Namu continuou a ser considerado uma figura heróica: uma das obras da literatura suméria que chegaram até os dias de hoje descreve a sua morte, e sua jornada até o mundo inferior. Neste período, as casas da cidade eram villas de dois andares e 13 ou 14 dormitórios, com paredes interiores revestidas de gesso.
Ur-Namu foi sucedido por Sulgi, maior rei da Terceira Dinastia de Ur, que solidificou a hegemonia de Ur e transformou o império num Estado burocrático altamente centralizado. Sulgi governou por muito tempo (pelo menos 42 anos; 48 segundo alguns autores), e se deificou no meio de seu reinado.[carece de fontes?]
O império de Ur continuou pelos reinados de três outros monarcas, Amar-Sim, Su-Sim e Ibi-Sim. Caiu para os elamitas por volta de 1 940 a.C., durante o 24.º ano real de Ibi-Sim, um evento celebrado pelo Lamento de Ur.
De acordo com uma estimativa, Ur foi a maior cidade do mundo de 2030 a 1 980 a.C.; sua população era de aproximadamente 65 000 pessoas.

### Idade do Bronze Tardia
A cidade de Ur perdeu sua força política após o fim da Terceira Dinastia de Ur. Ainda assim, sua posição geográfica importante no acesso ao golfo Pérsico assegurou a importância econômica da cidade durante o segundo milênio a.C. O esplendor da cidade, a potência do império, a grandeza do rei Sulgi, e, indubitavelmente, a propaganda estatal eficiente perduraram por toda a história mesopotâmica. Sulgi foi uma figura histórica conhecida durante os dois mil anos seguintes, e as narrativas históricas das sociedades mesopotâmicas conservaram nomes, eventos e mitologias em sua memória.

### Idade do Ferro
Durante o século VI a.C. foram realizadas novas edificações em Ur, sob o governo de Nabucodonosor II da Babilónia. O último rei babilônio, Nabonido, fez melhorias no zigurate. A cidade, no entanto, entrou em declínio por volta de 550 a.C. e deixou de ser habitada após 500 a.C., talvez devido a uma seca causada pela mudança no traçado de alguns rios, e ao assoreamento da saída para o golfo Pérsico.

## Ur bíblica
Ur é considerada por muitos estudiosos como sendo a cidade de Ur Kasdim mencionada no Livro do Gênesis (hebraico bíblico: em hebraico:  אוּר), terra natal do patriarca Abraão (Ibrahim, em árabe), que teria nascido, de acordo com a tradição, no segundo milênio a.C.
Ur é mencionada quatro vezes na Torá e no Antigo Testamento, com a distinção de "dos Kasdim/Kasdin" - tradicionalmente traduzidos como "Ur dos Caldeus". Os caldeus já habitavam a região por volta de 850 a.C., e seu nome é mencionado em Gênesis 11:28, 11:31, 15:7. No Livro de Neemias (9:7), uma passagem que menciona Ur é parafraseada do Gênesis.
O Livro dos Jubileus afirma que Ur teria sido fundada em 1688 Anno Mundi, por 'Ur, filho de Kesed', supostamente descendente de Arfaxade, acrescentando que naquele mesmo ano as primeiras guerras teriam sido travadas na Terra.
"E 'Ur, o filho de Kesed, construiu a cidade de 'Ara dos Caldeus, e deu a ela este nome em homenagem a seu próprio nome e ao nome de seu pai. [Kasdim]" (Jubileus 11:3).

### Ur na tradição islâmica
De acordo com os textos islâmicos, o profeta Ibrahim (Abraão) teria sido arremessado ao fogo em Ur. Nesta história, este fogo de Nimrod teria sido transformado em água, o que salvou a vida de Ibrahim. Embora o Corão não mencione o nome do rei, estudiosos muçulmanos descreveram Nimrod como sendo o rei com base nas fontes judaicas, especialmente o Livro de Jasher (11:1 and 12:6).

## Arqueologia

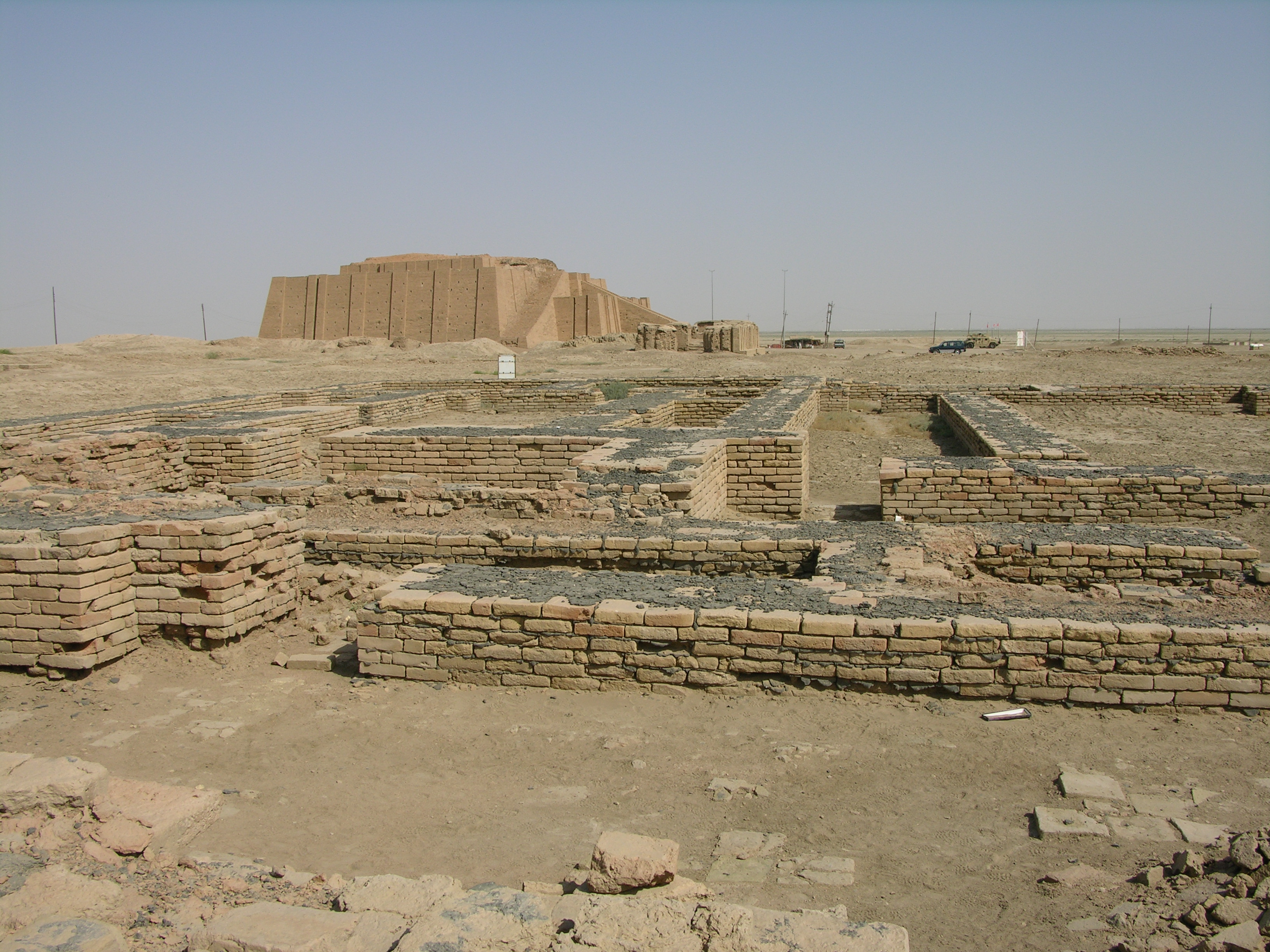
Escavações arqueológicas em Tell el-Mukayyar, Iraque.

Em 1625, o sítio foi visitado por Pietro della Valle, que registrou a presença de tijolos antigos inscritos com símbolos estranhos, e cimentados com bitume, bem como peças, igualmente inscritas, de mármore negro, que pareciam ser selos.
O sítio foi escavado pela primeira vez em 1853 e 1854, por John George Taylor, vice-cônsul britânico em Baçorá de 1851-1859.
Taylor trabalhava para o Museu Britânico, tendo recebido instruções para fazê-lo do Foreign Office. Durante as escavações, encontrou nos quatro cantos do topo do zigurate cilindros de argila que traziam uma inscrição de Nabonido (Nabuna`id), último rei da Babilônia (539 a.C.), encerrada com uma oração para seu filho, Belsaruzur (Bel-ŝarra-Uzur), o Belsazar do Livro de Daniel. Foram encontradas evidências de restaurações anteriores do zigurate, feitas por Ismedagã, de Isim, e Su-Sim, de Ur, e por Curigalzu, um rei cassita da Babilônia do século XIV a.C. Nabucodonosor I também alegou ter reconstruído o templo. Taylor escavou também um edifício babilônico interessante, a pouca distância do templo, que fazia parte de uma antiga necrópole babilônia. Por toda a cidade Taylor encontrou vestígios abundantes de enterros realizados em períodos posteriores; aparentemente, por ser considerada um local santificado, Ur havia se tornado um local favorito para sepulcros, e passou a ser usada como necrópole após ter deixado de ser habitada.
Como de costume na época, suas escavações destruíram informações valiosas e deixaram o monte exposto. Nativos passaram a utilizar os tijolos de 4 000 anos de idade, agora soltos, para suas próprias construções, durante os 75 anos seguintes em que o sítio permaneceu abandonado. Após Taylor, o sítio foi visitado por diversos viajantes, dos quais quase todos encontraram antigos restos babilônicos e pedras com inscrições e objetos históricos semelhantes expostos na superfície; era considerado um local rico em achados e relativamente fácil de ser explorado. Após algumas sondagens feitas em 1918 por Reginald Campbell Thompson, H. R. Hill escavou o sítio por uma temporada para o Museu Britânico, no ano seguinte, criando as fundações para os esforços mais extensivos que se seguiram.
As escavações de 1922 a 1934 foram bancadas pelo Museu Britânico e pela Universidade da Pensilvânia, e lideradas pelo arqueólogo Charles Leonard Woolley. Um total de cerca de 1850 sepulcros foram encontrados, incluindo 16 que foram descritos como "tumbas reais", que continham inúmeros artefatos valiosos, incluindo o Estandarte de Ur. A maior parte destas tumbas reais datava de por volta de 2 600 a.C. Entre as descobertas estava a sepultura intocada de uma rainha que acreditou-se ser Puabi — o nome foi conhecido a partir de um selo cilíndrico encontrado na tumba, embora ela também contivesse dois outros selos distintos. Muitas outras pessoas foram sepultadas com a rainha, numa forma de sacrifício humano. Próximo ao zigurate foi descoberto o templo Enunema, e os edifícios Edublalma (construído para um rei), Egipar (residência da alta sacerdotisa), e E-hur-sag (edifício de um templo). Fora da região do templo, muitas residências utilizadas para tarefas cotidianas foram encontradas. Também foram realizadas escavações abaixo da camada que continha as tumbas reais; uma camada espessa, de 3,5 metros de argila aluvial cobria os restos das habitações mais antigas, juntamente com peças de cerâmica do período Ubaida, primeiro estágio de colonização do sul da Mesopotâmia. Woolley escreveu posteriormente diversos artigos e livros sobre suas descobertas. Um de seus assistentes nas escavações do sítio foi o arqueólogo Max Mallowan. As descobertas feitas em Ur ocuparam as manchetes da imprensa de todo o mundo após as descobertas das Tumbas Reais, o que trouxe ao local muitos visitantes; um destes foi a célebre escritora Agatha Christie, que após a visita acabou por se casar com Mallowan.
A maior parte dos objetos escavados em Ur estão atualmente no Museu Britânico e no Museu de Arqueologia e Antropologia da Universidade da Pensilvânia. Neste último a exibição "Passado Antigo do Iraque" foi aberta a visitantes no fim da primavera de 2011, trazendo muitas das principais peças encontradas nas Tumbas Reais.
Em 2009 foi assinado um acordo de cooperação entre uma equipe da Universidade da Pensilvânia e estudiosos locais do Iraque para dar continuidade ao trabalho arqueológico no sítio de Ur.

### Restos arqueológicos
Embora algumas das áreas que foram exploradas durante as escavações modernas tenham sido cobertas novamente por areia, o Grande Zigurate está totalmente escavado, e continua a ser o marco mais visível e bem-preservado no sítio. As célebres sepulturas reais, também conhecidas como Mausoléus Neo-Sumérios, localizam-se a cerca de 250 metros a sudeste do Grande Zigurate, num canto da muralha que cerca a cidade, e estão também totalmente escavadas. Partes da área das sepulturas parecem precisar de obras de consolidação ou estabilização estrutural.
Existem inscrições cuneiformes (sumérias) em diversas paredes; algumas estão totalmente cobertas por inscrições feitas em tijolos de argila. O texto por vezes é difícil de ser lido, porém cobre a maior parte das superfícies existentes. Grafitos modernos também acabaram sendo feitos nas sepulturas, especialmente na forma de assinaturas feitas com canetas coloridas (por vezes estes grafitos foram inscritos). O Grande Zigurate, por sua vez, está muito mais coberto por grafitos, em sua maior parte gravados levemente em seus tijolos. As sepulturas estão totalmente vazias; algumas delas são acessíveis, enquanto a maioria está isolada para o público. Todo o sítio está coberto por restos de cerâmica, de tal modo que é virtualmente impossível colocar os pés em qualquer lugar sem pisar sobre estes restos. Muitas destas cerâmicas estão cobertas por cores e pinturas. Muitos restos de cerâmica e até mesmo restos humanos compõem muitas das paredes da área das tumbas reais; especula-se se isto seria uma técnica antiga ou parte de uma restauração moderna.
Em maio de 2009 o Exército dos Estados Unidos retornou oficialmente o sítio de Ur às autoridades iraquianas, que declararam esperar desenvolvê-lo e transformá-lo num destino turístico.

## Descobertas

Estandarte encontrado em escavações arqueológicas

A primeira descoberta consistiu num recinto sagrado com os restos de cinco templos que outrora envolviam, num semicírculo, o zigurate construído pelo Rei Ur-Namu. Os exploradores pensaram tratar-se de fortalezas, tão poderosos eram seus muros. O maior, ocupando uma superfície de 100x60m, era consagrado pelo deus da lua, outro templo ao culto de Ningal, deusa da lua, e esposa de Nanar. Cada templo tinha um pátio interior, circundado por uma série de compartimentos. Neles se encontravam ainda as antigas fontes, com longas pias calafetadas a betume, e profundos talhos de faca nas grandes mesas de tijolos, que permitiam ver onde os animais destinados ao sacrifício eram mortos. Em lareiras situadas nas cozinhas dos templos, esses animais eram preparados para o repasto sacrifical comum. Havia até fornos para cozer pão. "Depois de 38 séculos", observou Woolley em seu relatório da expedição, "podia-se acender novamente o fogo ali, e as mais antigas cozinhas do mundo podiam ser utilizadas novamente."
Hoje em dia, as igrejas, os tribunais, a administração das finanças, as fábricas são instituições rigorosamente independentes entre si. Em Ur era diferente. O recinto sagrado, a circunscrição do templo, não era dedicada exclusivamente ao culto aos deuses. Além dos atos do culto, os sacerdotes desempenhavam muitas outras funções. Fora as oferendas, recebiam os dízimos e os impostos. E isso não se fazia sem o devido registro. Cada entrega era anotada em tabuinhas de barro, certamente os primeiros recibos de impostos de que se tem conhecimento. Sacerdotes escribas englobavam essa coleta de impostos em memorandos semanais, mensais e anuais.
Ainda não se conhecia o dinheiro cunhado. Os impostos eram pagos em espécie: cada habitante de Ur pagava à sua maneira. O azeite, os cereais, as frutas, a lã e o gado iam para vastos depósitos; os artigos de fácil deterioração eram guardados em estabelecimentos comerciais existentes no templo. Muitas mercadorias eram beneficiadas no próprio templo, como nas tecelagens dirigidas por sacerdotes. Uma oficina produzia doze espécies de vestes. Nas tabuinhas ali encontradas estavam anotados os nomes das tecelãs empregadas e os meios de subsistência conferidos a cada um. Até o peso de lã confiado a cada operária e o número de peças de roupa prontas que daí resultava eram registrados com minuciosa precisão. No edifício de um tribunal, foram encontradas, cuidadosamente empilhadas, cópias de sentenças, tal como se faz em nossos tribunais de hoje.

### A Ur dos caldeus
Havia já três invernos que a expedição anglo-americana trabalhava nos sítios da velha Ur, e esse singular museu da história primitiva da humanidade ainda não havia revelado todos os seus segredos. Fora do recinto do templo os exploradores experimentaram uma surpresa inaudita.
Ao limparem uma série de colinas ao sul da torre escalonada, surgiram de repente diante de seus olhos paredes, muros e fachadas dispostas umas ao lado das outras, fila após fila. Pouco a pouco, as pás puseram a descoberta na areia um compacto quadrado de casas cujas ruínas mediam ainda em algumas partes três metros de altura. Entre elas passavam estreitas ruelas. Em alguns trechos, as ruas eram interrompidas por praças.
Após muitas semanas de trabalho árduo e remoção de inúmeras toneladas de cascalho, apresentou-se aos escavadores um quadro inesquecível.
Sob o avermelhado Tel Almucaiar estendia-se ao sol brilhante toda uma cidade, despertada pelos incansáveis pesquisadores após um sono de milênios! Woolley e seus colaboradores ficaram fora de si de alegria. Pois diante deles estava Ur, aquela Ur dos Caldeus de que falava a Bíblia!
"Tomou Terá a Abrão seu filho, e a Ló filho de Harã, filho de seu filho, e a Sarai sua nora, mulher de seu filho Abrão, e saiu com eles de Ur dos Caldeus, a fim de ir para a terra de Canaã; e vieram até Harã, e ali habitaram." (Gênesis 11:31).
Na Bíblia: (Gn 11.28,31; 15.7 / Ne 9.7).
A menção da Ur dos Caldeus no Pentateuco consiste em um dos anacronismos bíblicos mais conhecidos. Se Moisés foi o único autor do Pentateuco, ele jamais poderia ter escrito Ur dos Caldeus, pois os Caldeus só conquistariam Ur muito tempo após sua morte.